# Вайк
Вайк (на арменски: Վայք) е град, разположен в провинция Вайоц Дзор, Армения. Населението му през 2011 година е 5877 души.

## Население
- 1990 – 6550 души
- 2001 – 5458 души
- 2009 – 5899 души
- 2011 – 5877 души